# Булганацька група грязьових вулканів

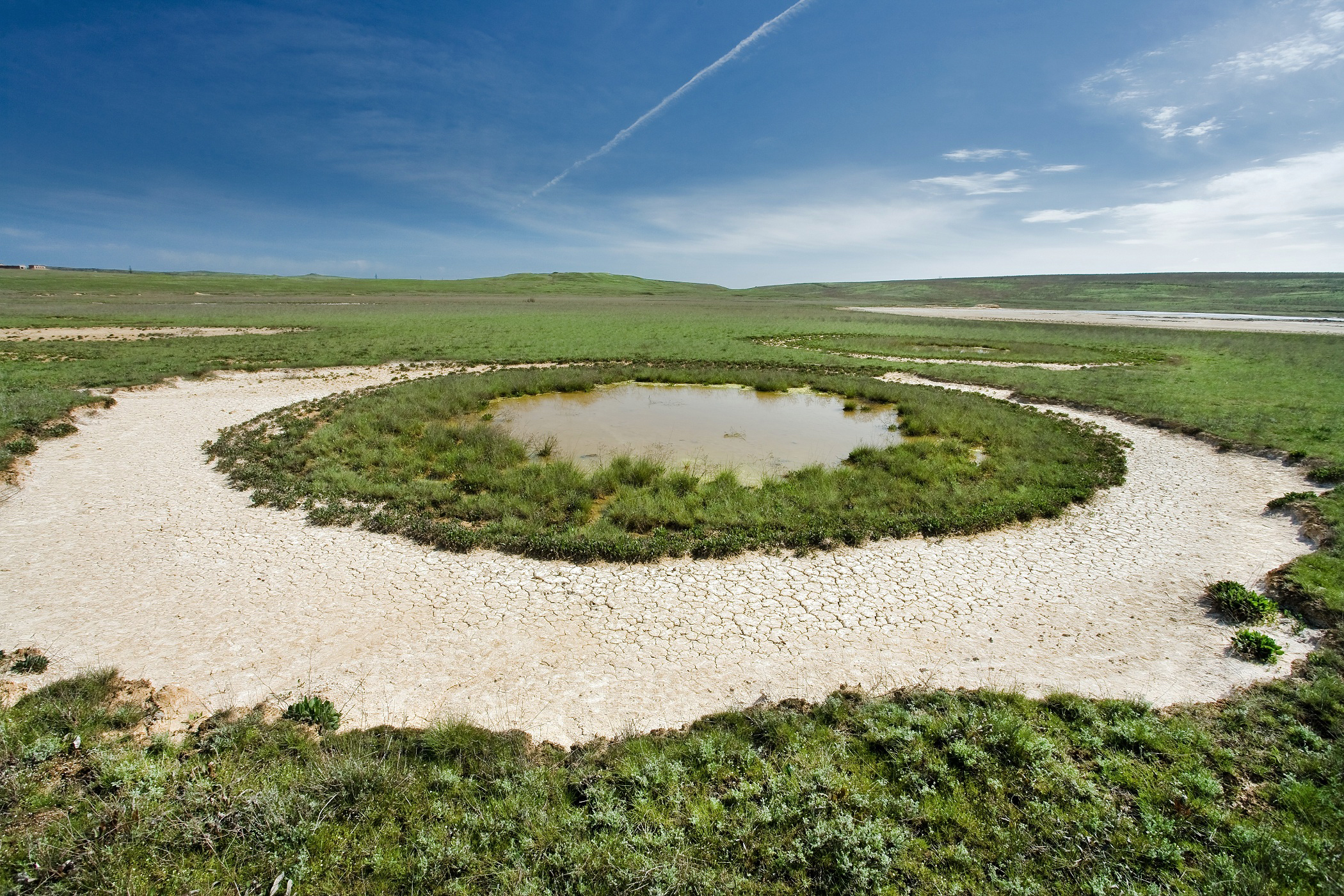
Грязьова сопка Обручева (геологічна пам'ятка природи)

Булгана́цька гру́па гря́зьових вулка́н́ів — група грязьових вулканів на Керченському півострові. Вони розташувалися за 5 кілометрів на північ від Керчі, біля села Бондаренкове Ленінського району Автономної Республіки Крим. З 1969 року Булганацькі вулкани є пам'яткою природи місцевого значення.

## Основні відомості
Грязьові вулкани Булганацької групи приурочені до округлої улоговини площею 4 км². Їхня висота сягає до 65 м.
Серед грязьових вулканів: Андрусова сопка, сопки Обручева, Вернадського, Павлова, Абіха, Тищенко, Центральне озеро. Вони діють постійно, а активізуються взимку.
Продуктами виверження грязьових вулканів є гази (головним чином метан), глиняна брекчія з уламками сидериту й інших порід. Найбільшим вулканом є грязьова сопка Центральне озеро. Вона за добу викидає до 100 м³ газу та понад 5 тисяч літрів розрідженого мулу.
До Булганацької групи грязьових вулканів приурочені поклади бору. Брекчію (речовину, що її вивергають грязьові вулкани, головною складовою якої є глина) використовують при виготовленні керамзиту, а розріджений мул — з лікувальною метою.
Налагодити видобуток бору тут намагалися в першій половині двадцятого століття. У 1914-му створили бромовий заводик, що припинив діяльність в часи «розрухи» й ненадовго відновив діяльність у часи НЕПу (1920-ті рр.). Після того Булганацьке поле зацікавило Німеччину у часи Другої світової: дефіцит сировини змусив нацистів видобувати буру (тетраборат натрію, що використовувався тоді, насамперед, у фармакології) навіть у Криму.